# Sonora, Amatán
Sonora är en ort i Mexiko.   Den ligger i kommunen Amatán och delstaten Chiapas, i den sydöstra delen av landet, 700 km öster om huvudstaden Mexico City. Sonora ligger 717 meter över havet och antalet invånare är 177.
Terrängen runt Sonora är kuperad åt nordväst, men åt sydost är den bergig. Runt Sonora är det ganska tätbefolkat, med 75 invånare per kvadratkilometer. Närmaste större samhälle är Teapa, 17,6 km nordväst om Sonora. Omgivningarna runt Sonora är en mosaik av jordbruksmark och naturlig växtlighet.